# The Biggest Bundle of Them All
The Biggest Bundle of Them All (conocida en español como Raquel y sus bribones en España y El botín más grande del mundo en Hispanoamérica) es una película estadounidense de 1968 dirigida por Ken Annakin y protagonizada por Robert Wagner y Raquel Welch. Ambientada en Nápoles, Italia, la historia trata sobre un mafioso y una pandilla de ladrones novatos que se unen para robar $ 5 millones en lingotes de platino de un tren.

## Argumento
Un gánster italiano, Cesare Celli, anteriormente activo en Chicago pero ahora retirado en su tierra natal, Italia, es secuestrado por Harry Price y su banda. Para decepción de todos, ninguno de los amigos o socios de Cesare está dispuesto a pagar un rescate para recuperarlo.
Con su orgullo profesional ofendido por este rechazo, Cesare se ofrece a ayudar a Harry y su novia Juliana a llevar a cabo un atrevido atraco que podría generarles $ 5 millones. Cesare incluso trae a un cerebro criminal, el profesor Samuels, para dirigir la operación.
Un bombardero Boeing B-17 Flying Fortress es secuestrado para transportar lingotes de platino después de un robo en un tren. Harry y la pandilla superan muchos obstáculos y el robo es un gran éxito, hasta que las puertas del bombardero se abren inesperadamente y cae el botín.

## Reparto
- Robert Wagner como Harry.
- Raquel Welch como Juliana.
- Godfrey Cambridge como Benny.
- Davy Kaye como Davey.
- Francesco Mulè como Antonio Tozzi.
- Vittorio De Sica como Cesare Celli.
- Edward G. Robinson como el profesor Samuels.
- Victor Spinetti como Capitán Giglio.
- Yvonne Sanson como Teresa.
- Mickey Knox como Joe Ware.
- Femi Benussi como la esposa del tío Carlo.
- Paola Borboni como Miss Rosa.
- Aldo Bufi Landi como Capitán Del Signore.
- Carlo Croccolo como Franco.
- Roberto De Simone como el tío Carlo.
- Piero Gerlini como Capitán Capuano.
- Giulio Marchetti como el teniente Naldi.
- Andrea Aureli como carabinero.
- Ermelinda De Felice como Emma.
- Milena Vukotic como Angelina Pedrone.
- Carlo Rizzo como Maitre d'Hotel.
- Nino Vingelli como gerente de restaurante.

## Producción
El director Ken Annakin recordó que diez días después de la preproducción de la película, entonces titulada The Italian Caper, un lector de historias de MGM descubrió un guion antiguo en sus archivos que tenía la misma historia que la película, y ese guion se estaba filmando actualmente como The Happening del productor Sam Spiegel para Columbia Pictures. El productor Josef Shaftel se reunió con Spiegel con el resultado de que tuvo que renunciar a su participación del 15 % en las ganancias, Spiegel tenía el poder de aprobar cada página del guion de rodaje y la película, retitulada The Biggest Bundle of Them All, no se estrenaría hasta seis meses después de The Happening (que tuvo un estreno retrasado).
El rodaje comenzó en abril de 1966. La protagonista femenina Raquel Welch acababa de hacer Fantastic Voyage y One Million Years BC, pero este último no se había estrenado. Ella firmó para hacer Fathom mientras filmaba Biggest Bundle.
«No llegué a conocer muy bien a Raquel Welch, no tuvimos demasiadas escenas juntos», dijo Edward G. Robinson. «Debo decir que tiene bastante buen cuerpo. Ella ha sido producto de una buena campaña publicitaria. Espero que ella esté a la altura porque un cuerpo solo te llevará hasta cierto punto».
El protagonista masculino, Robert Wagner, tenía un contrato con Universal, quien lo prestó para hacer la película.
Las escenas interiores se rodaron en los estudios Cinecittà de Roma. El avión B-17 utilizado fue el B-17G-85VE 44-8846, un avión veterano de combate real de la Segunda Guerra Mundial, actualmente volado por el Museo Amicale Jean-Baptiste Salis. 
Annakin recordó más tarde que Welch «tendía a improvisar un poco sus líneas y nos hacía esperar, y yo no iba a tolerar nada de esto, así que tuvimos un gran enfrentamiento bastante temprano en la producción de la pelicula. Solo le dije: 'A menos que conozcas tus líneas y llegues a tiempo cuando te llamen, me aseguraré de usarte por el mínimo tiempo absoluto. No haré ningún primer plano. Sólo haré tomas medianas y largas de ti. Y, por supuesto, siendo la mujer que era, ¡fue muy cooperativa después de eso!».